# Franz-Josef Tenhagen
Franz-Josef Tenhagen (Rees, 31 ottobre 1952) è un ex calciatore tedesco, di ruolo centrocampista.

## Carriera

### Nazionale
In nazionale ha giocato 3 partite, tutte nel 1977.

## Palmarès

### Giocatore

#### Competizioni internazionali
- Coppa Piano Karl Rappan: 1

Bochum: 1978

### Allenatore

#### Competizioni nazionali
- Fußball-Regionalliga: 1

Wattenscheid 09: 1996-1997 (Regionalliga Ovest)